# سامسونج جالكسي بلاير
سامسونج غالاكسي بلاير (المعروف في أوروبا باسم سامسونج غالاكسي إس واي فاي) (بالإنجليزية: Samsung Galaxy Player)، هو خط من الحواسيب الجيبية متعددة الاستخدامات التي تعمل بنظام أندرويد، والتي أنتجتها شركة سامسونج قبل أن توقف تصنيعها. تم الكشف عن الجهاز لأول مرة في 2 سبتمبر خلال معرض إيفا برلين لعام 2010 في برلين، كما عُرض لاحقًا في معرض الإلكترونيات الاستهلاكية لعام 2011 في مدينة لاس فيغاس.

## الخصائص
- نظام التشغيل: أندرويد
- الشاشة: إل سي دي
- الوزن: 121 غرام
- المعالج: 1 جيجا هرتز
- الذاكرة: 486 ميجابايت
- التخزين: 8 جيجابايت

## وصلات خارجية
- الموقع الإلكتروني